# Синьо пухче
Синьото пухче (Ageratum houstonianum) е едногодишно растение през прохладния сезон (15 – 20 °C), често отглеждано като постелка в градините.

## Етимология
Агератум (на гръцки: Ageratum) – „неостаряващ“.
Цветчетата са сини и приличат на пухчета, откъдето и растението е известно като „синьо пухче“.

## Описание
Синьото пухче е нисък вид от рода агератум (Ageratum) и образува компактни храстовидни форми с височина до 15 – 20 см. Цъфти със сини, бели и най-често светло лилави цветове. Цветчетата са дребни, групирани в съцветия и приличат на пухчета. Цъфтежът е от юни до октомври.

## Токсичност
Синьото пухче е токсично за пасищните животни, причинявайки чернодробни лезии. Съдържа пиролизидинови алкалоиди.

## Приложение
Синьото пухче е най-популярното декоративно растение от рода агератум. Използва се също за алпинеуми, покриване на гола земя като килим и рязан цвят.

## Отглеждане
Агератумът не е претенциозен към почвата и място за отглеждане. Има нужда от топлина и слънчево местообитание. Необходимо е редовно да се полива, особено ако се отглежда на слънчево място. Ако температурите са много високи и агератумът пожълтее, резитба и обилно поливане ще го възстанови и ще зацъфи отново. Обилното и често торене ще образува повече листна маса.
Агератумът се размножава чрез семена, които се засяват февруари – март, като семената не се покриват с почва, тъй като са много дребни. След около две седмици поникват, при температурата над 20 градуса. Пикират се и след около 25 дни се засаждат на постоянно място на разстояние 20 см едно от друго.

## Сортове
- A. houstonianum var. angustatum B.L. Rob.[9]
- A. houstonianum f. isochroum
- A. houstonianum f. luteum
- A. houstonianum var. muticescens
- A. houstonianum f. niveum
- A. houstonianum f. normale
- A. houstonianum var. typicum
- A. houstonianum f. versicolor

Сортовете „Син Дунав“ и „Син хоризонт“ са печелили Наградата за градински заслуги на Кралското градинарско общество.